# Michael Tolan
Michael Tolan (gebürtig: Seymour Tuchow; * 27. November 1925 in Detroit, Michigan; † 31. Januar 2011 in Hudson, New York) war ein US-amerikanischer Film- und Theaterschauspieler.

## Leben
Michael Tolan wuchs in Detroit heran, wo er an der Wayne State University Darstellende Kunst studierte. Nach seinem Abschluss, im Jahr 1947, zog er nach New York City, wo er von der bekannten Schauspiellehrerin Stella Adler gefördert wurde. Dank ihr bekam Tolan ein Stipendium an der Stanford University, an der er Schauspiel studierte. 1951 stand er in Der Tiger an der Seite von Humphrey Bogart erstmals vor der Filmkamera.
Seine Karriere führte Tolan 1955 auch an den Broadway, wo er im Stück Will Success Spoil Rock Hunter seine erste Bühnenrolle verkörperte. Es folgten im Anschluss daran vier weitere Theaterengagements, darunter die Komödie Romanoff and Juliet, in der Tolan ab Oktober 1957 eine der Hauptrollen verkörperte.
Michael Tolans Karriere bei Film und Fernsehen war bis auf wenige Ausnahmen abgesehen meist auf Nebenrollen beschränkt. 1953 stand er so unter anderem in Julius Caesar als römischer Offizier vor der Kamera. In Die größte Geschichte aller Zeiten aus dem Jahr 1965 wurde er in der Rolle des von Jesus von den Toten erweckten Lazarus verpflichtet. Weitere Gastauftritte in Fernsehserien, wie Kobra, übernehmen Sie folgten. Er gehörte zu den Schauspielern, die bis ins hohe Alter Filmrollen bekamen. 1990 stand er an der Seite von Harrison Ford in Aus Mangel an Beweisen vor der Kamera und 2007 – in seiner letzten Rolle – in Verführung einer Fremden mit Halle Berry.
Parallel machte sich Tolan auch um das Theater bemüht. 1964 gründete er so in New York mit den Schauspielern Wynn Handman und Sidney Lanier das American Place Theater, das heute in der 9th Avenue zu finden ist.
Michael Tolan war zweimal verheiratet. Aus seiner ersten Ehe mit der Schauspielerin Rosemary Forsyth, mit der von 1965 bis 1975 verheiratet war, hat er eine Tochter. Mit seiner zweiten Ehefrau, Carol Hume, bekam er zwei weitere Töchter. Beide Ehen endeten mit der Scheidung. Zuletzt lebte er mit seiner Lebensgefährtin Donna Peck in Ancram, einem Außenbezirk von Hudson (New York).
Michael Tolan starb Ende Januar 2011, im Alter von 85 Jahren, an Herz- und Nierenversagen.

## Filmografie (Auswahl)
- 1951: Der Mordprozeß O’Hara (The People Against O’Hara)
- 1951: Das letzte Fort (Fort Worth)
- 1951: Meuterei im Morgengrauen (Inside the Walls of Folsom Prison)
- 1953: Julius Caesar
- 1965: Die größte Geschichte aller Zeiten (The Greatest Story Ever Told)
- 1969: John und Mary (John and Mary)
- 1969: The Lost Man – Es führt kein Weg zurück (The Lost Man)
- 1979: Hinter dem Rampenlicht (All that Jazz)
- 1990: Aus Mangel an Beweisen (Presumed Innocent)
- 2007: Verführung einer Fremden (Perfect Stranger)